# عورکی حاج آدم بازار
عورکی حاج آدم بازار، روستایی در دهستان پیرسهراب بخش پیرسهراب شهرستان چابهار در استان سیستان و بلوچستان ایران است.

## جمعیت
بر پایه سرشماری عمومی نفوس و مسکن در سال ۱۳۹۵، جمعیت این روستا برابر با ۲۸۶ نفر (۸۰ خانوار) بوده‌است.